# Galatasaray Istanbul/Saison 1979/80
Die Saison 1979/80 von Galatasaray Istanbul war die 72. Saison in der Vereinsgeschichte und die 22. Saison in der türkischen Liga, der 1. Lig. Der Klub beendete die Saison auf dem 9. Platz. Die Türkiye Kupası endete für die Gelb-Roten im Finale und im UEFA-Pokal schied die türkische Mannschaft wie in der Vorsaison in der 1. Runde aus. 

## Personalien

### Kader
| Nat.       | Name             | Geburtsdatum  | im Verein seit | vorheriger Verein  |
| Torhüter   | Torhüter         | Torhüter      | Torhüter       | Torhüter           |
| ---------- | ---------------- | ------------- | -------------- | ------------------ |
| Turkei     | Mustafa Cevlan   | 17. Okt. 1960 | 1979           | Tarsus İdman Yurdu |
| Turkei     | Haydar Erdoğan   | 19. Apr. 1959 | 1979           | Sarıyer SK         |
| Turkei     | Eser Özaltındere | 13. Feb. 1954 | 1978           | Adana Demirspor    |
| Abwehr     |                  |               |                |                    |
| Turkei     | Erdoğan Arıca    | 24. Juli 1954 | 1977           | Orduspor           |
| Turkei     | Müfit Erkasap    | 11. Juni 1957 | 1974           | eigene Jugend      |
| Turkei     | Rıdvan Kılıç     | 22. Nov. 1955 | 1976           | n. a.              |
| Turkei     | İbrahim Sokullu  | 1. Jan. 1945  | 1979           | Edirnespor         |
| Turkei     | Cüneyt Tanman    | 16. Jan. 1956 | 1976           | Giresunspor        |
| Turkei     | Eyüp Taş         | 11. Sep. 1959 | 1979           | eigene Jugend      |
| Turkei     | Güngör Tekin     | 4. Jan. 1953  | 1975           | PTT                |
| Turkei     | Fatih Terim      | 4. Sep. 1953  | 1974           | Adana Demirspor    |
| Mittelfeld |                  |               |                |                    |
| Turkei     | Gürcan Aday      | 15. Aug. 1958 | 1977           | Adana Demirspor    |
| Turkei     | Orhan Akyüz      | 15. Mai 1954  | 1979           | Trabzonspor        |
| Turkei     | Turgay İnal      | 1. Jan. 1958  | 1977           | Dardanelspor       |
| Turkei     | Hasan Moralı     | 1. Jan. 1957  | 1978           | eigene Jugend      |
| Turkei     | Metin Yıldız     | 24. Nov. 1960 | 1978           | eigene Jugend      |
| Angriff    |                  |               |                |                    |
| Turkei     | Oğuz Aydoğdu     | 8. Jan. 1960  | 1979           | Sarıyer SK         |
| Turkei     | Metin Çekiçler   | 3. Jan. 1961  | 1979           | eigene Jugend      |
| Turkei     | Mustafa Dil      | 17. Apr. 1960 | 1978           | Anadolu SK         |
| Turkei     | Öner Kılıç       | 15. Mai 1954  | 1976           | n. a.              |
| Turkei     | Gökmen Özdenak   | 22. Juni 1947 | 1967           | Istanbulspor       |
| Turkei     | Kemal Yıldırım   | 15. Mai 1958  | 1979           | Orduspor           |

#### Transfers
| Zugänge | Abgänge |
| --- | --- |
| - Orhan Akyüz (Trabzonspor) - Oğuz Aydoğdu (Sarıyer SK) - Metin Çekiçler (eigene Jugend) - Mustafa Cevlan (Tarsus İdman Yurdu) - Haydar Erdoğan (Sarıyer SK) - İbrahim Sokullu (Edirnespor) - Eyüp Taş (eigene Jugend) - Kemal Yıldırım (Orduspor) | - Nihat Akbay (Karriere beendet) - Bahattin Demircan (Rizespor) - Zafer Dinçer (Rizespor) - Jusuf Hatunić (FK Partizan Belgrad) - Ešref Jašarević (FK Napredak Kruševac) - Rešad Kunovac (FK Partizan Belgrad) - Laslo Lerinc (Unbekannt) - Mehmet Oğuz (Fenerbahçe Istanbul) - Ali Yavaş (Karriere beendet) |

## Spielkleidung
| Heim | Auswärts | Ausweich |

- Ausrüster: Umbro
- Trikotsponsor: halı fleks

## Saison
Alle Ergebnisse aus Sicht von Galatasaray Istanbul.
Die Tabelle listet alle 1.-Lig-Spiele des Vereins der Saison 1979/80 auf. Siege sind grün, Unentschieden gelb und Niederlagen rot markiert.

### 1. Lig
| ST | Datum              | Gegner              | Ort                         | Ergebnis  | Tor(e) für Galatasaray Istanbul                       | Karte(n) für Galatasaray Istanbul                  |
| -- | ------------------ | ------------------- | --------------------------- | --------- | ----------------------------------------------------- | -------------------------------------------------- |
| 01 | 26. August 1979    | Göztepe Izmir       | Atatürk Stadı, Izmir        | 1:3 (0:1) | 1:0 Özdenak (83.)                                     | keine                                              |
| 02 | 2. September 1979  | Zonguldakspor       | İnönü Stadı, Istanbul       | 1:1 (1:0) | 1:0 Akyüz (11.)                                       | keine                                              |
| 03 | 9. September 1979  | Trabzonspor         | Şehir Stadı, Trabzon        | 0:2 (0:0) | keine                                                 | R. Kılıç (67.), Tekin (79.)                        |
| 04 | 16. September 1979 | Beşiktaş Istanbul   | Inönü Stadı, Istanbul       | 0:2 (0:0) | keine                                                 | Arıca (34.), Akyüz (70.), Tekin (73.), Terim (83.) |
| 05 | 22. September 1979 | Gaziantepspor       | İnönü Stadı, Istanbul       | 0:0       | keine                                                 | keine                                              |
| 06 | 30. September 1979 | Diyarbakırspor      | Şehir Stadı, Diyarbakır     | 1:1 (1:1) | 1:0 Özdenak (6.)                                      | keine                                              |
| 07 | 7. Oktober 1979    | Adana Demirspor     | Inönü Stadı, Istanbul       | 1:0 (1:0) | 1:0 Özdenak (28.)                                     | Tekin (79.)                                        |
| 08 | 13. Oktober 1979   | Eskişehirspor       | Atatürk Stadı, Eskişehir    | 1:1 (1:1) | 1:1 Ö. Kılıç (30.)                                    | keine                                              |
| 09 | 3. November 1979   | Altay Izmir         | Inönü Stadı, Istanbul       | 0:0       | keine                                                 | keine                                              |
| 10 | 11. November 1979  | Kayserispor         | Atatürk Stadı, Kayseri      | 1:1 (0:1) | 1:1 Özdenak (76.)                                     | Terim (57.)                                        |
| 11 | 25. November 1979  | Fenerbahçe Istanbul | Inönü Stadı, Istanbul       | 1:1 (0:1) | 1:1 Terim (63. Elfmeter)                              | Tekin (58.)                                        |
| 12 | 2. Dezember 1979   | Bursaspor           | Atatürk Stadı, Bursa        | 0:0       | keine                                                 | Ö. Kılıç (32.), Arıca (38.)                        |
| 13 | 8. Dezember 1979   | Orduspor            | İnönü Stadı, Istanbul       | 3:0 (1:0) | 1:0 Akyüz (30.) 2:0 Ö. Kılıç (54.) 3:0 Yıldırım (71.) | Erkasap (43.)                                      |
| 14 | 30. Dezember 1979  | Rizespor            | Şehir Stadı, Rize           | 0:1 (0:1) | keine                                                 | keine                                              |
| 15 | 6. Januar 1980     | Adanaspor           | Inönü Stadı, Istanbul       | 1:2 (1:2) | 1:1 Akyüz (32.)                                       | Tekin (8.)                                         |
| 16 | 10. Februar 1980   | Göztepe Izmir       | Inönü Stadı, Istanbul       | 1:1 (0:0) | 1:0 Aday (74.)                                        | Erkasap (61.), Tanman (79.)                        |
| 17 | 17. Februar 1980   | Zonguldakspor       | Şehir Stadı, Zonguldak      | 1:1 (1:1) | 1:1 Ö. Kılıç (42.)                                    | keine                                              |
| 18 | 24. Februar 1980   | Trabzonspor         | Inönü Stadı, Istanbul       | 1:0 (0:0) | 1:0 Tanman (82.)                                      | keine                                              |
| 19 | 2. März 1980       | Beşiktaş Istanbul   | Inönü Stadı, Istanbul       | 1:2 (1:0) | 1:0 Aday (31.)                                        | keine                                              |
| 20 | 9. März 1980       | Gaziantepspor       | Kamil Ocak Stadı, Gaziantep | 0:0       | keine                                                 | keine                                              |
| 21 | 15. März 1980      | Diyarbakırspor      | Inönü Stadı, Istanbul       | 1:0 (1:0) | 1:0 İnal (10.)                                        | keine                                              |
| 22 | 23. März 1980      | Adana Demirspor     | Şehir Stadı, Adana          | 0:1 (0:0) | keine                                                 | keine                                              |
| 23 | 29. März 1980      | Eskişehirspor       | Inönü Stadı, Istanbul       | 2:1 (0:1) | 1:1 Aday (63.), 2:1 Erkasap (65.)                     | keine                                              |
| 24 | 6. April 1980      | Altay Izmir         | Alsancak Stadı, Izmir       | 1:3 (1:2) | 1:1 Terim (25. Elfmeter)                              | keine                                              |
| 25 | 13. April 1980     | Kayserispor         | Inönü Stadı, Istanbul       | 2:0 (1:0) | 1:0 Erkasap (22.), 2:0 Özdenak (46.)                  | Aday (27.)                                         |
| 26 | 27. April 1980     | Adanaspor           | Şehir Stadı, Adana          | 0:1 (0:0) | keine                                                 | keine                                              |
| 27 | 4. Mai 1980        | Fenerbahçe Istanbul | Inönü Stadı, Istanbul       | 0:0       | keine                                                 | keine                                              |
| 28 | 10. Mai 1980       | Bursaspor           | Inönü Stadı, Istanbul       | 3:0 (2:0) | 1:0 Yıldırım (2.), 2:0 İnal (42.), 3:0 Özdenak (82.)  | keine                                              |
| 29 | 19. Mai 1980       | Orduspor            | 19 Eylül Stadı, Ordu        | 1:1 (1:0) | 1:0 Yıldırım (40.)                                    | keine                                              |
| 30 | 25. Mai 1980       | Rizespor            | Inönü Stadı, Istanbul       | 3:0 (2:0) | 1:0 Çekiçler (8.), 2:0 İnal (19.), 3:0 Özdenak (53.)  | Terim (64.)                                        |

### Türkiye Kupası
| Runde        | Datum             | Gegner          | Ort                         | Ergebnis             | Tor(e) für Galatasaray Istanbul                       | Karte(n) für Galatasaray Istanbul                      |
| ------------ | ----------------- | --------------- | --------------------------- | -------------------- | ----------------------------------------------------- | ------------------------------------------------------ |
| 5R-Hinspiel  | 14. November 1979 | Bursaspor       | Atatürk Stadı, Bursa        | 0:1 (0:0)            | keine                                                 | Aday (28.), Tanman (78.)                               |
| 5R-Rückspiel | 5. Dezember 1979  | Bursaspor       | Inönü Stadı, Istanbul       | 2:0 (0:0)            | 1:0 Sokullu (69.), 2:0 Ö. Kılıç (89.)                 | keine                                                  |
| AF-Hinspiel  | 27. Januar 1980   | Düzcespor       | İlçe Stadı, Düzce           | 3:0 (2:0)            | 1:0 Sokullu (2.), 2:0 Tekin (30.), 3:0 Akyüz (87.)    | keine                                                  |
| AF-Rückspiel | 3. Februar 1980   | Düzcespor       | Inönü Stadı, Istanbul       | 3:2 (0:2)            | 1:2 Sokullu (72.), 2:2 Tanman (74.), 3:2 Yıldız (82.) | keine                                                  |
| VF-Hinspiel  | 5. März 1980      | Gaziantepspor   | Inönü Stadı, Istanbul       | 1:1 (0:1)            | 1:1 Özdenak (57.)                                     | Arıca (23.), Erkasap (30.); Akyüz (48.); Erkasap (79.) |
| VF-Rückspiel | 19. März 1980     | Gaziantepspor   | Kamil Ocak Stadı, Gaziantep | 2:1 n. V. (1:0, 1:1) | 1:0 Aydoğdu (6.), 2:1 Tanman (111.)                   | Özdenak (21.), Arıca (35.), İnal (84.)                 |
| HF-Hinspiel  | 9. April 1980     | Adana Demirspor | Şehir Stadı, Adana          | 3:2 (2:0)            | 1:0 Çekiçler (9.), 2:0 İnal (23.), 3:0 İnal (51.)     | keine                                                  |
| HF-Rückspiel | 23. April 1980    | Adana Demirspor | Inönü Stadı, Istanbul       | 1:2 (1:1)            | 1:1 Akyüz (25. Elfmeter)                              | Tekin (55.)                                            |

#### Finale

##### Hinspiel
| Paarung              | Altay Izmir – Galatasaray Istanbul |
| Ergebnis             | 1:0 (0:0) |
| Datum                | 14. Mai 1980 um 17:00 Uhr |
| Stadion              | Alsancak Stadı, Izmir |
| Schiedsrichter       | İlyas Ayan |
| Tore                 | 1:0 Ümit Kayıhan (47.) |
| Altay Izmir          | Sait Denizaslan – Bilal Yaşar, Şeref İncirmen, Zafer Bilgetay, Kemal Dikmen – Alper Timur, Ümit Kayıhan, Nevruz Şerif, Mustafa Turgat – Murat Erbaşlar, Mustafa Denizli Cheftrainer: Ayfer Elmastaşoğlu           |
| Galatasaray Istanbul | Eser Özaltındere – Erdoğan Arıca, Güngör Tekin, Cüneyt Tanman, Fatih Terim – Orhan Akyüz, Metin Yıldız, Hasan Moralı, Turgay İnal – Metin Çekiçler, Kemal Yıldırım (70. Gökmen Özdenak) Cheftrainer: Tamer Kaptan |
| Gelbe Karten         | keine – Erdoğan Arıca |

##### Rückspiel
| Paarung              | Galatasaray Istanbul – Altay Izmir |
| Ergebnis             | 1:1 (1:0) |
| Datum                | 28. Mai 1980 um 15:00 Uhr |
| Stadion              | Inönü Stadı, Istanbul |
| Schiedsrichter       | Nihat Özbirgül |
| Tore                 | 1:0 Öner Kılıç (10.) 1:1 Mustafa Denizli (63. Elfmeter) |
| Galatasaray Istanbul | Eser Özaltındere – Erdoğan Arıca, Güngör Tekin, Fatih Terim, Cüneyt Tanman – Metin Yıldız, Turgay İnal, Hasan Moralı – Kemal Yıldırım (55. Gökmen Özdenak), Metin Çekiçler, Öner Kılıç (29. Müfit Erkasap) Cheftrainer: Tamer Kaptan |
| Altay Izmir          | Sait Denizaslan – Şeref İncirmen (88. Şeref İncirmen), Bilal Yaşar, Zafer Bilgetay, Kemal Dikmen – Ümit Kayıhan, Nevruz Şerif, Alper Timur, Mustafa Turgat – Mustafa Denizli, Murat Erbaşlar Cheftrainer: Ayfer Elmastaşoğlu         |
| Gelbe Karten         | Cüneyt Tanman, Metin Yıldız – Mustafa Turgat, Nevruz Şerif |

### UEFA-Pokal
| Runde        | Datum              | Gegner              | Ort                          | Ergebnis  | Tor(e) für Galatasaray Istanbul | Karte(n) für Galatasaray Istanbul |
| ------------ | ------------------ | ------------------- | ---------------------------- | --------- | ------------------------------- | --------------------------------- |
| 1R-Hinspiel  | 19. September 1979 | Roter Stern Belgrad | Inönü Stadı, Istanbul        | 0:0       | keine                           | keine                             |
| 1R-Rückspiel | 3. Oktober 1979    | Roter Stern Belgrad | Stadion Roter Stern, Belgrad | 1:3 (0:1) | 1:2 Tekin (76.)                 | Tekin (30.)                       |

### Başbakanlık Kupası
| Fenerbahçe Istanbul                                  | Fenerbahçe Istanbul | Galatasaray Istanbul | Galatasaray Istanbul |
| ---------------------------------------------------- | --- | --- | -------------------- |
| Fenerbahçe Istanbul                                  | \| 1. Juni 1980 um 19:00 Uhr in Ankara (19 Mayıs Stadı) \| \| Ergebnis: 1:0 n. V. \| \| Schiedsrichter: Talat Tokat \| \| Spielbericht \|                                                                                                   | \| 1. Juni 1980 um 19:00 Uhr in Ankara (19 Mayıs Stadı) \| \| Ergebnis: 1:0 n. V. \| \| Schiedsrichter: Talat Tokat \| \| Spielbericht \|                                                                                           | Galatasaray Istanbul |
| Fenerbahçe Istanbul                                  | Adem İbrahimoğlu – Müjdat Yetkiner, Erol Togay, Raşit Çetiner (72. Selçuk Yula), Alpaslan Eratlı – Cem Pamiroğlu, Önder Mustafaoğlu, Cemil Turan, İbrahim Tok – Mustafa Arabacıbaşı, Tuna Güneysu (26. Emin İlhan) Cheftrainer: Ziya Şengül | Eser Özaltındere – Erdoğan Arıca, Fatih Terim, Cüneyt Tanman, Gürcan Aday – Hasan Moralı, Metin Yıldız, Turgay İnal, Orhan Akyüz (46. Gökmen Özdenak) – Metin Çekiçler, Kemal Yıldırım (102. Mustafa Dil) Cheftrainer: Tamer Kaptan | Galatasaray Istanbul |
| Fenerbahçe Istanbul                                  | 1:0 Selçuk Yula (103.) | | Galatasaray Istanbul |
| 1. Juni 1980 um 19:00 Uhr in Ankara (19 Mayıs Stadı) | | |                      |
| Ergebnis: 1:0 n. V.                                  | | |                      |
| Schiedsrichter: Talat Tokat                          | | |                      |
| Spielbericht                                         | | |                      |

### TSYD Kupası
| Datum           | Gegner              | Ort                   | Ergebnis  | Tor(e) für Galatasaray Istanbul       | Karte(n) für Galatasaray Istanbul |
| --------------- | ------------------- | --------------------- | --------- | ------------------------------------- | --------------------------------- |
| 15. August 1979 | Beşiktaş Istanbul   | Inönü Stadı, Istanbul | 2:1 (1:1) | 1:0 Ö. Kılıç (32.), 2:1 Sokullu (66.) | Ö. Kılıç (33.)                    |
| 17. August 1979 | Fenerbahçe Istanbul | Inönü Stadı, Istanbul | 0:1 (0:0) | keine                                 | Özdenak (40.)                     |

## Statistiken

### Teamstatistik
| Wettbewerb     | Punkte | daheim | daheim | daheim | daheim | daheim | auswärts | auswärts | auswärts | auswärts | auswärts | Gesamt | Gesamt | Gesamt | Gesamt | Gesamt | Tordifferenz |
| Wettbewerb     | Punkte | Sp     | G      | U      | N      | TV     | Sp       | G        | U        | N        | TV       | Sp     | G      | U      | N      | TV     | Tordifferenz |
| -------------- | ------ | ------ | ------ | ------ | ------ | ------ | -------- | -------- | -------- | -------- | -------- | ------ | ------ | ------ | ------ | ------ | ------------ |
| 1. Lig         | 29:31  | 15     | 8      | 5      | 2      | 20:7   | 15       | 0        | 8        | 7        | 8:19     | 30     | 8      | 13     | 9      | 28:26  | +2           |
| Türkiye Kupası | –      | 5      | 2      | 2      | 1      | 8:1    | 5        | 3        | 0        | 2        | 8:5      | 10     | 5      | 2      | 3      | 16:3   | +13          |
| UEFA-Pokal     | –      | 1      | 0      | 1      | 0      | 0:0    | 1        | 0        | 0        | 1        | 1:3      | 2      | 0      | 1      | 1      | 1:3    | −2           |
| Gesamt         | 29:31  | 21     | 10     | 8      | 3      | 28:8   | 21       | 3        | 8        | 10       | 17:27    | 42     | 13     | 16     | 13     | 45:32  | +13          |

### Saisonverlauf
| Spieltag | 1  | 2  | 3  | 4  | 5  | 6  | 7  | 8  | 9  | 10 | 11 | 12 | 13 | 14 | 15 | 16 | 17 | 18 | 19 | 20 | 21 | 22 | 23 | 24 | 25 | 26 | 27 | 28 | 29 | 30 |
| -------- | -- | -- | -- | -- | -- | -- | -- | -- | -- | -- | -- | -- | -- | -- | -- | -- | -- | -- | -- | -- | -- | -- | -- | -- | -- | -- | -- | -- | -- | -- |
| Spielort | A  | H  | A  | A  | H  | A  | H  | A  | H  | A  | A  | A  | H  | A  | H  | H  | A  | H  | H  | A  | H  | A  | H  | A  | H  | A  | H  | H  | A  | H  |
| Resultat | N  | U  | N  | N  | U  | U  | S  | U  | U  | U  | U  | U  | S  | N  | N  | U  | U  | S  | N  | U  | S  | N  | S  | N  | S  | N  | U  | S  | U  | S  |
| Platz    | 15 | 14 | 15 | 16 | 16 | 16 | 16 | 16 | 15 | 15 | 16 | 16 | 11 | 14 | 14 | 15 | 15 | 13 | 14 | 14 | 11 | 14 | 10 | 14 | 12 | 14 | 13 | 12 | 12 | 9  |

Quelle: https://www.weltfussball.de/spielplan/tur-sueperlig-1979-1980
Legende: Spielort: H = Heim; A = Auswärts. Resultat: S = Sieg; U = Unentschieden; N = Niederlage

### Spielerstatistiken
| Spieler          | 1. Lig   | 1. Lig | 1. Lig      | 1. Lig     | nationale Wettbewerbe | nationale Wettbewerbe | nationale Wettbewerbe | nationale Wettbewerbe | UEFA-Pokal | UEFA-Pokal | UEFA-Pokal  | UEFA-Pokal | Total    | Total | Total       | Total      |
| Spieler          | Einsätze | Tore   | Gelbe Karte | Rote Karte | Einsätze              | Tore                  | Gelbe Karte           | Rote Karte            | Einsätze   | Tore       | Gelbe Karte | Rote Karte | Einsätze | Tore  | Gelbe Karte | Rote Karte |
| ---------------- | -------- | ------ | ----------- | ---------- | --------------------- | --------------------- | --------------------- | --------------------- | ---------- | ---------- | ----------- | ---------- | -------- | ----- | ----------- | ---------- |
| Gürcan Aday      | 23       | 3      | 1           | 0          | 10                    | 0                     | 1                     | 0                     | 2          | 0          | 0           | 0          | 35       | 3     | 2           | 0          |
| Orhan Akyüz      | 23       | 3      | 1           | 0          | 10                    | 2                     | 0                     | 1                     | 2          | 0          | 0           | 0          | 35       | 5     | 1           | 1          |
| Erdoğan Arıca    | 26       | 0      | 2           | 0          | 11                    | 0                     | 3                     | 0                     | 2          | 0          | 0           | 0          | 39       | 0     | 5           | 0          |
| Oğuz Aydoğdu     | 10       | 0      | 0           | 0          | 4                     | 1                     | 0                     | 0                     | 0          | 0          | 0           | 0          | 14       | 1     | 0           | 0          |
| Metin Çekiçler   | 6        | 1      | 0           | 0          | 6                     | 1                     | 0                     | 0                     | 0          | 0          | 0           | 0          | 12       | 2     | 0           | 0          |
| Mustafa Cevlan   | 9        | 0      | 0           | 0          | 0                     | 0                     | 0                     | 0                     | 0          | 0          | 0           | 0          | 9        | 0     | 0           | 0          |
| Mustafa Dil      | 9        | 0      | 0           | 0          | 4                     | 0                     | 0                     | 0                     | 2          | 0          | 0           | 0          | 15       | 0     | 0           | 0          |
| Haydar Erdoğan   | 1        | 0      | 0           | 0          | 0                     | 0                     | 0                     | 0                     | 0          | 0          | 0           | 0          | 1        | 0     | 0           | 0          |
| Müfit Erkasap    | 22       | 2      | 2           | 0          | 9                     | 0                     | 1                     | 1                     | 2          | 0          | 0           | 0          | 33       | 2     | 3           | 1          |
| Turgay İnal      | 14       | 3      | 0           | 0          | 7                     | 2                     | 0                     | 0                     | 0          | 0          | 0           | 0          | 21       | 5     | 0           | 0          |
| Öner Kılıç       | 21       | 3      | 1           | 0          | 7                     | 3                     | 1                     | 0                     | 0          | 0          | 0           | 0          | 28       | 6     | 2           | 0          |
| Rıdvan Kılıç     | 6        | 0      | 1           | 0          | 3                     | 0                     | 0                     | 0                     | 0          | 0          | 0           | 0          | 9        | 0     | 1           | 0          |
| Hasan Moralı     | 9        | 0      | 0           | 0          | 6                     | 0                     | 0                     | 0                     | 0          | 0          | 0           | 0          | 15       | 0     | 0           | 0          |
| Eser Özaltındere | 22       | 0      | 0           | 0          | 11                    | 0                     | 0                     | 0                     | 2          | 0          | 0           | 0          | 35       | 0     | 0           | 0          |
| Gökmen Özdenak   | 23       | 7      | 0           | 0          | 9                     | 1                     | 2                     | 0                     | 2          | 0          | 0           | 0          | 34       | 8     | 2           | 0          |
| İbrahim Sokullu  | 14       | 0      | 0           | 0          | 7                     | 4                     | 0                     | 0                     | 1          | 0          | 0           | 0          | 22       | 4     | 0           | 0          |
| Cüneyt Tanman    | 30       | 1      | 1           | 0          | 12                    | 2                     | 2                     | 0                     | 1          | 0          | 0           | 0          | 43       | 3     | 3           | 0          |
| Eyüp Taş         | 6        | 0      | 0           | 0          | 2                     | 0                     | 0                     | 0                     | 0          | 0          | 0           | 0          | 8        | 0     | 0           | 0          |
| Güngör Tekin     | 29       | 0      | 6           | 0          | 12                    | 1                     | 1                     | 0                     | 2          | 1          | 1           | 0          | 43       | 2     | 8           | 0          |
| Fatih Terim      | 30       | 2      | 3           | 0          | 12                    | 0                     | 0                     | 0                     | 2          | 0          | 0           | 0          | 44       | 2     | 3           | 0          |
| Kemal Yıldırım   | 19       | 3      | 0           | 0          | 8                     | 0                     | 0                     | 0                     | 2          | 0          | 0           | 0          | 29       | 3     | 0           | 0          |
| Metin Yıldız     | 22       | 0      | 1           | 0          | 11                    | 1                     | 1                     | 0                     | 2          | 0          | 0           | 0          | 35       | 1     | 2           | 0          |